# Gare de Makuhari-Hongō
La gare de Makuhari-Hongō (幕張本郷駅, Makuhari-Hongō-eki) est une gare ferroviaire de la ville de Chiba dans la préfecture éponyme au Japon. La gare est desservie par les lignes des compagnies JR East et Keisei.

## Situation ferroviaire
La gare de Makuhari-Hongō est située au point kilométrique (PK) 50,6 de la ligne Chūō-Sōbu et au PK 2,1 de la ligne Keisei Chiba.

## Histoire
La gare a été inaugurée le 1er octobre 1981.

## Services aux voyageurs

### Accès et accueil
La gare dispose d'un bâtiment voyageurs, avec guichet, ouvert tous les jours.

### Desserte
- Ligne Chūō-Sōbu :
  - voie 1 : direction Funabashi, Shinjuku et Mitaka
  - voie 2 : direction Chiba
- Ligne Keisei Chiba :
  - voie 1 : direction Keisei Tsudanuma (interconnexion avec la ligne principale Keisei pour Keisei Ueno)
  - voie 2 : direction Chiba-Chūō